# کنستانتسا
شهر کنستانتسا (به رومانیایی: Constanţa) در شهرستان کنستانتسا در کشور رومانی واقع شده‌است. جمعیت این شهر ۳۱۰٬۴۷۱ نفر است. در ارتفاع ۲۵ متر از سطح دریا واقع شده‌است.دومین شهر بزرگ رومانی بعد از بخارست است.